# Aclerda tillandsiae
Aclerda tillandsiae är en insektsart som beskrevs av Howell 1972. Aclerda tillandsiae ingår i släktet Aclerda och familjen Aclerdidae. Inga underarter finns listade i Catalogue of Life.